# Nimshuscheider Mühle
Nimshuscheider Mühle ist ein Weiler der Ortsgemeinde Nimshuscheid im Eifelkreis Bitburg-Prüm in Rheinland-Pfalz.

## Geographische Lage
Nimshuscheider Mühle liegt rund 1,4 km westlich des Hauptortes Nimshuscheid in Tallage. Der Weiler ist hauptsächlich von kleineren Waldgebieten sowie einigen landwirtschaftlichen Nutzflächen umgeben. Westlich der Ansiedlung fließt die Nims. Der von Osten kommende Johannesbach mündet im Weiler in die Nims.

## Geschichte
Der Weiler geht aus zwei Mühlen hervor, die hier im 19. Jahrhundert betrieben wurden. Zum einen die Huscheider-Mühle am Johannesbach mit der Bezeichnung 1868 und zum anderen die Nimshuscheider-Mühle an der Nims.
Im Jahre 1843 zählte die Huscheider-Mühle als Ortsteil von Nimshuscheid zur Bürgermeisterei Burbach und wurde von 16 Menschen bewohnt.

## Kultur und Sehenswürdigkeiten

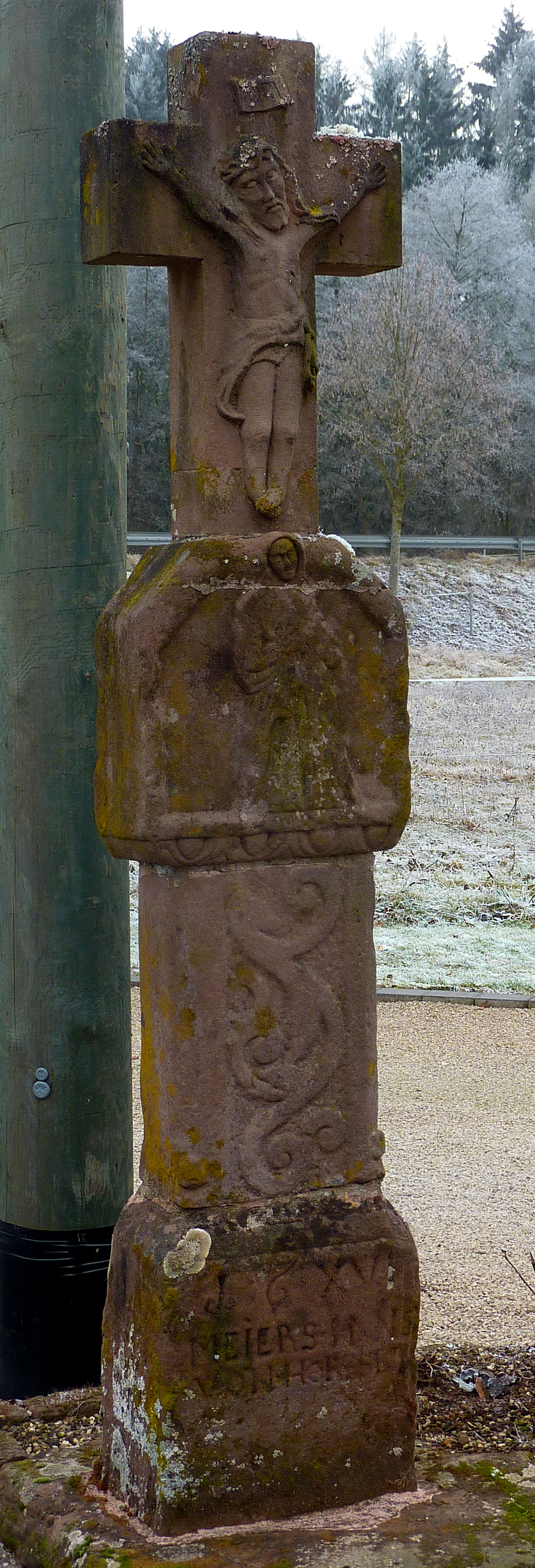
Kreuz, 1616

### Wegekreuze
Im Kern des Weilers befinden sich zwei Wegekreuze. Es handelt sich um ein Vollnischenkreuz aus dem Jahre 1616, welches heute als Kulturdenkmal ausgewiesen ist und um ein ehemaliges Grabkreuz aus Eisen. Zweiteres wurde 2008 auf einem Privatgrundstück aufgestellt und stammt aus der Eisenschmelze Quint, wo es vermutlich 1885 hergestellt wurde.
Siehe auch: Liste der Kulturdenkmäler in Nimshuscheid

### Naherholung
Durch Nimshuscheider Mühle verläuft der Rundwanderweg 9 des Prümer Landes. Dieser hat eine Länge von 9,3 km und führt hauptsächlich durch bewaldetes Gebiet entlang des Johannesbaches und der Thelenmühle bis nach Nimshuscheider Mühle und zurück.

## Wirtschaft und Infrastruktur

### Unternehmen
Im Weiler wird eine Ferienwohnung betrieben. Ferner ist ein Tauchclub in Nimshuscheider Mühle ansässig.

### Verkehr
Es existiert eine regelmäßige Busverbindung.
Nimshuscheider Mühle ist durch zwei Gemeindestraßen erschlossen. Direkt westlich des Ortes verläuft die Landesstraße 5, nördlich und südlich des Weilers die Landesstraße 33.